# 夢の香
夢の香（ゆめのかおり）は、2000年（平成12年）に福島県で育成されたイネ（稲）の品種。酒米の一つ。「出羽燦々」を花粉親、「八反錦1号」を種子親とする交配によって育成された。品種名には、口に含んだ際に夢が広がるようにとの願いが込められている。酒造好適米としての2022年の生産量は7位。

## 品種特性
「五百万石」に代わる品種として福島県で育成された。「五百万石」と比べて、耐冷性はやや強く、耐倒伏性は強い。
千粒重は25.6g。心白発現率は高く、心白は大きいものの、「五百万石」より割れにくいため、酒造適性は優る。